# Typ 61 Salisbury
Typ 61 Salisbury (či třída Salisbury) byla třída radarových fregat Britského královského námořnictva. Pro britské námořnictvo byly postaveny celkem čtyři jednotky této třídy. Zatímco tři fregaty byly vyřazeny v 80. letech, zbývající kus byl prodán do Bangladéše a nyní slouží k výcviku.

## Pozadí vzniku

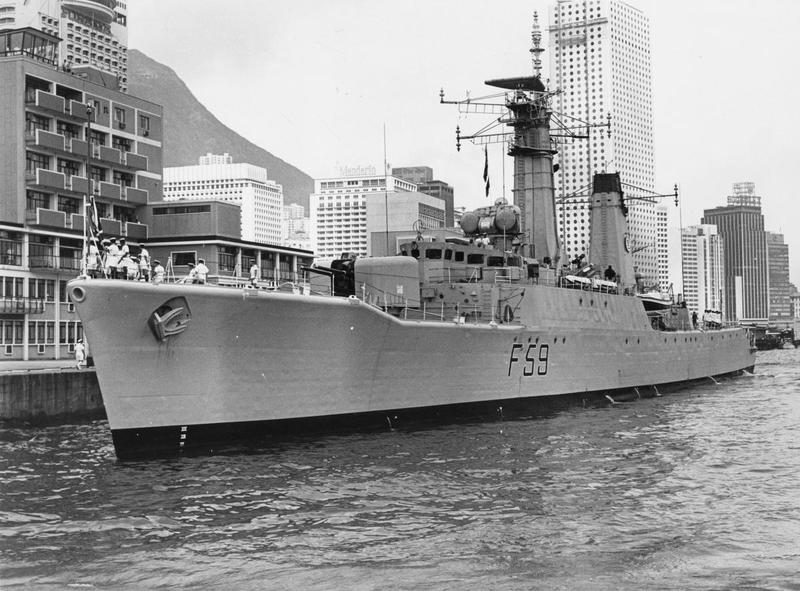
HMS Chichester (F 59)

Pro Britské královské námořnictvo byly postaveny čtyři fregaty této třídy, pojmenované Salisbury (F 32), Chichester (F 59), Llandaff (F 61) a Lincoln (F 99). Stavba probíhala v letech 1952–1960, přičemž fregaty byly do služby zařazovány v letech 1957–1960. Čtvrtá jednotka Lincoln se lišila vylepšenou elektronikou a modifikovanou výzbrojí. Plánovaná stavba jednotek Coventry, Exeter a Gloucester byla zrušena před položením kýlu. Ušetřené finance byly použity na stavbu univerzálních fregat třídy Leander.
Jednotky typu 61 Salisbury:
| Jméno                 | Uživatel   | Loděnice                                    | Zahájení stavby | Spuštěna           | Vstup do služby  | Status                                                                                              |
| --------------------- | ---------- | ------------------------------------------- | --------------- | ------------------ | ---------------- | --------------------------------------------------------------------------------------------------- |
| HMS Salisbury (F 32)  | Royal Navy | Her Majesty's Dockyard, Devonport           | 1952            | 25. června 1953    | 27. února 1957   | Vyřazena.                                                                                           |
| HMS Chichester (F 59) | Royal Navy | Fairfield Shipbuilding & Engineering, Govan | 1953            | 21. dubna 1955     | 16. května 1958  | Vyřazena 1973.                                                                                      |
| HMS Llandaff (F 61)   | Royal Navy | Hawthorne Leslie, Hebburn                   | 1953            | 30. listopadu 1955 | 11. dubna 1958   | Dne 10. prosince 1976 převedena do Bangladéše jako Umar Farooq (F16), později cvičná loď, vyřazena. |
| HMS Lincoln (F 99)    | Royal Navy | Fairfield Shipbuilding & Engineering, Govan | 1955            | 6. dubna 1959      | 7. července 1960 | Vyřazena.                                                                                           |

## Konstrukce

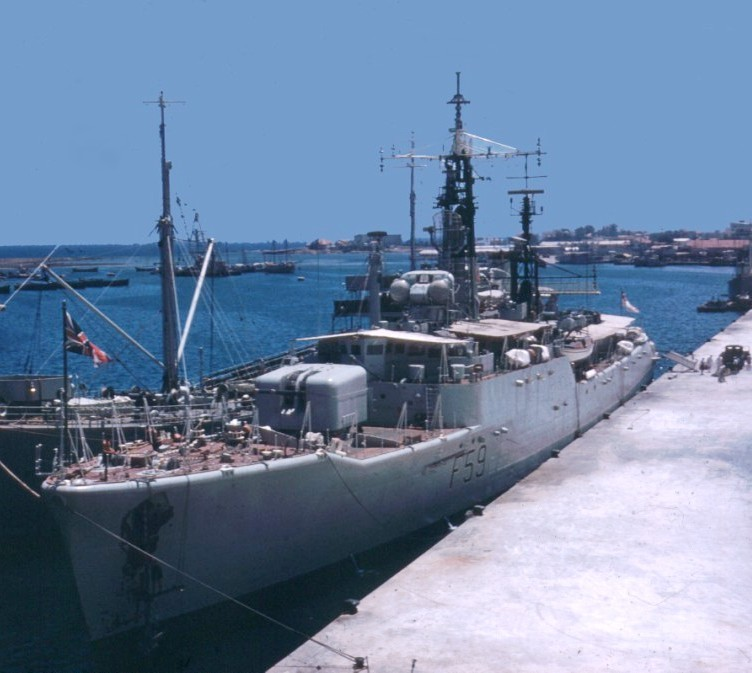
HMS Chichester (F 59)

Trup a pohonný systém byl převzat z předchozího typu 41 Leopard, oproti němu však tato třída nesla slabší výzbroj (byla ubrána jedna dělová věž). Získaný prostor byl využit pro moderní radarové vybavení, sloužící především k navádění letadel.
Hlavňovou výzbroj tvořily dva 114mm kanóny Mk.6 v dělové věži na přídi, dvouhlavňový 40mm protiletadlový kanón STAAG Mk.2 a jeden salvový vrhač hlubinných pum Squid Mk.3. Poslední jednotka Lincoln nesla místo 40mm kanónů jeden čtyřhlavňový protiletadlový raketový komplet GWS-20 Sea Cat se zásobou 12 střel. Obdobně byla během služby upravena i ostatní plavidla.
Pohonný systém tvořilo osm dieselů ASR1 o celkovém výkonu 14 400 hp. Lodní šrouby byly dva. Nejvyšší rychlost činila 25 uzlů. Dosah byl 7500 námořních mil při rychlosti 16 uzlů.

## Zahraniční uživatelé
- Bangladéš Bangladéšské námořnictvo – 10. prosince 1976 převzalo fregatu Llandaff, kterou zařadila jako Umar Farooq (F16). Výzbroj plavidla tvořily dva 114mm kanóny, dva 40mm a dva 20mm protiletadlové kanóny a jeden vrhač Squid.[5] Fregata Umar Farooq ještě roku 2014 sloužila jako cvičná loď se základnou v přístavu Čattagrám.[6]